# ブレイク・ウォルストン
マシュー・ブレイク・ウォルストン（Matthew Blake Walston, 2001年6月28日 - ）は、アメリカ合衆国ノースカロライナ州ニューハノバー郡ウィルミントン出身のプロ野球選手（投手）。左投左打。MLBのアリゾナ・ダイヤモンドバックス所属。

## 経歴
2019年のMLBドラフト1巡目（全体26位）でアリゾナ・ダイヤモンドバックスから指名され、予定していたノースカロライナ州立大学への進学を取り止めてからプロ入り。契約金は245万ドルであった。契約後、傘下のルーキー級アリゾナリーグ・ダイヤモンドバックスでプロデビューし、シーズン途中にA−級ヒルズボロ・ホップスへ昇格した。2チーム合計で6試合（先発5試合）に登板して防御率2.43、17奪三振を記録した。
2020年はCOVID-19の影響でマイナーリーグの試合が開催されず、公式戦への登板は無かった。
2021年はA級バイセイリア・ローハイドで開幕を迎え、シーズン途中にA+級ヒルズボロへ昇格した。2チーム合計で19試合に先発登板して4勝5敗、防御率3.76、117奪三振を記録した。
2022年はA+級ヒルズボロとAA級アマリロ・ソッドプードルズでプレーし、2チーム合計で25試合に先発登板して8勝3敗、防御率4.79、137奪三振を記録した。
2023年はAAA級リノ・エーシズでプレーし、30試合に先発登板して12勝6敗、防御率4.52、107奪三振を記録した。オフにはアリゾナ・フォールリーグに参加し、ソルトリバー・ラフターズに所属した。11月14日にはルール・ファイブ・ドラフトでの流出を防ぐために40人枠入りした。
2024年も開幕をAAA級リノで迎えた。5月1日にメジャー初昇格を果たすと、同日のロサンゼルス・ドジャース戦でメジャーデビュー。この年メジャーでは7試合（先発2試合）に登板して1勝0敗、防御率4.42、18奪三振を記録した。

## 詳細情報

### 年度別投手成績
| 年 度    | 球 団    | 登 板 | 先 発 | 完 投 | 完 封 | 無 四 球 | 勝 利 | 敗 戦 | セ 丨 ブ | ホ 丨 ル ド | 勝 率 | 打 者 | 投 球 回 | 被 安 打 | 被 本 塁 打 | 与 四 球 | 敬 遠 | 与 死 球 | 奪 三 振 | 暴 投 | ボ 丨 ク | 失 点 | 自 責 点 | 防 御 率 | W H I P |
| -------- | -------- | ----- | ----- | ----- | ----- | -------- | ----- | ----- | -------- | ----------- | ----- | ----- | -------- | -------- | ----------- | -------- | ----- | -------- | -------- | ----- | -------- | ----- | -------- | -------- | ------- |
| 2024     | ARI      | 7     | 2     | 0     | 0     | 0        | 1     | 0     | 0        | 0           | 1.000 | 83    | 18.1     | 16       | 4           | 10       | 0     | 3        | 18       | 0     | 0        | 12    | 9        | 4.42     | 1.41    |
| MLB：1年 | MLB：1年 | 7     | 2     | 0     | 0     | 0        | 1     | 0     | 0        | 0           | 1.000 | 83    | 18.1     | 16       | 4           | 10       | 0     | 3        | 18       | 0     | 0        | 12    | 9        | 4.42     | 1.41    |

- 2024年度シーズン終了時

### 背番号
- 48（2024年 - ）